# Ovčáry (ort i Tjeckien, lat 50,25, long 14,61)
Ovčáry är en ort i Tjeckien.   Den ligger i regionen Mellersta Böhmen, i den centrala delen av landet, 23 km nordost om huvudstaden Prag. Ovčáry ligger 171 meter över havet och antalet invånare är 396.
Terrängen runt Ovčáry är platt. Runt Ovčáry är det ganska tätbefolkat, med 62 invånare per kvadratkilometer. Närmaste större samhälle är Libeň, 18,9 km sydväst om Ovčáry. Trakten runt Ovčáry består till största delen av jordbruksmark.